# Das Neue Radio Seefunk
Das Neue Radio Seefunk (bis September 2018 Radio Seefunk RSF) ist das private Lokalradio für die Gebiete Bodensee, Hochrhein und Oberschwaben in Baden-Württemberg. Der Sitz des Senders befindet sich in Konstanz. Für den Werbezeitenverkauf hat Radio Seefunk Niederlassungen in Überlingen, Waldshut-Tiengen und Kressbronn.
Das Musikprogramm besteht derzeit schwerpunktmäßig aus den Hits der 1980er Jahre, gemischt mit Songs der 1970er, 1990er und 2000er Jahre. Der Schwerpunkt der redaktionellen Arbeit liegt in lokalen Informationen. Die Programmleitung hat Stefan Steigerwald, Musikchef ist Eberhard Fruck. Das Redaktionsteam besteht aus Marc Moßbrugger, Anna Engel, Jan Grunewald, Trixi, Yannick Lamare, Laura Mink, Nik Herb und Sven Henrich (Stand: Juni 2025). Gesellschafter des Senders sind die rt1 media group in Augsburg, Friedrichshafener Lokalrundfunkgesellschaft in Tettnang, Meier + Cie in Schaffhausen, Radio-Kombi CP Media Südwest GmbH & Co. KG in Stuttgart und die Bodan AG in Kreuzlingen.

## Geschichte
Gegründet wurde das heutige Radio Seefunk im Jahr 1987 als seefunk radio bodensee. Sendestart war am 1. September 1987 auf der Frequenz 101,8 MHz mit einer Leistung von damals 100 Watt in Konstanz. Der Sender war ein reiner Stadtsender für die Universitätsstadt Konstanz. Im Lauf der Zeit kamen dann weitere Frequenzen im Süden von Baden-Württemberg hinzu.
Das Gründungsprogramm hatte als Zielgruppe „alle von 8 bis 88“. Später stellte man – nicht nur in Konstanz – fest, dass man eine klare Zielgruppendefinition und folglich -ansprache benötigt, um erfolgreich zu sein. Aus verschiedenen marktrelevanten Gründen hat man die Zielgruppe der über 30-Jährigen gewählt. Dieser Zielgruppe hat man dann ein sogenanntes Oldie-Format angeboten. Dies ging mit einer Änderung des Programmnamens in seefunk radio – der oldiesender einher. Schließlich hat man den Programmnamen in Radio Seefunk umbenannt und das Musikformat abermals modifiziert mit der Folge, dass die Ausschöpfung der Zielgruppe stark gestiegen ist. Die Media-Analyse 2017 Radio II ergab für das damalige Radio Seefunk RSF eine Einschaltquote von rund 147.000 Hörern täglich in Deutschland und 34.300 in der Schweiz. Damit zählt Radio Seefunk zu den erfolgreichsten privaten Lokalsendern in Süddeutschland. Anfang September 2018 änderte der Sender seinen Namen in Das Neue Radio Seefunk. Laut der am 27. März 2019 erschienenen ma 2019 Audio I erreicht Das neue Radio Seefunk nun 168.000 Hörer täglich. Mit einer Steigerung in der Stundennettoreichweite um zwei Drittel (von 21.000 auf 35.000 Hörern durchschnittlich (Mo–Fr)) war Das neue Radio Seefunk in der ma 2019 Audio I deutschlandweit der Sender mit dem größten Hörerzuwachs.

## Empfang und Sendegebiet
Lokalfenster Bodensee/Oberschwaben:
- Konstanz – 101,8 MHz (10 kW)
- Isny – 103,9 MHz (10 kW)
- Friedrichshafen – 99,3 MHz (5 kW)
- Sigmaringen – 104,2 MHz (1 kW)
- Pfullendorf – 100,1 MHz (1 kW)
- Überlingen – 96,4 MHz (1 kW)
- Ravensburg – 102,6 MHz (0,3 kW)
- Singen – 105,3 MHz (0,5 kW)

Lokalfenster Hochrhein:
- Rheinfelden – 103,1 MHz (5 kW)
- Wannenberg/Klettgau – 107,0 MHz (5 kW)
- Laufenburg – 102,4 MHz (0,2 kW)
- Lörrach Stadt – 104,3 MHz (0,1 kW)
- Waldshut-Tiengen – 105,4 MHz (0,1 kW)
- Schopfheim – 101,9 MHz (0,1 kW)

Außerdem ist der digitale Empfang über den DAB+-Multiplex 11B der OAS Baden Württemberg, ab 1. April 2022 über den DAB+-Multiplex 8B der BLM Allgäu-Donau-Iller sowie in vielen Kabelnetzen möglich.